# Аргот
Аргот (др.-греч. Ἀργότας; II век до н. э.) — представитель правящей династии скифов в Крыму во II веке до н. э.

## Биография

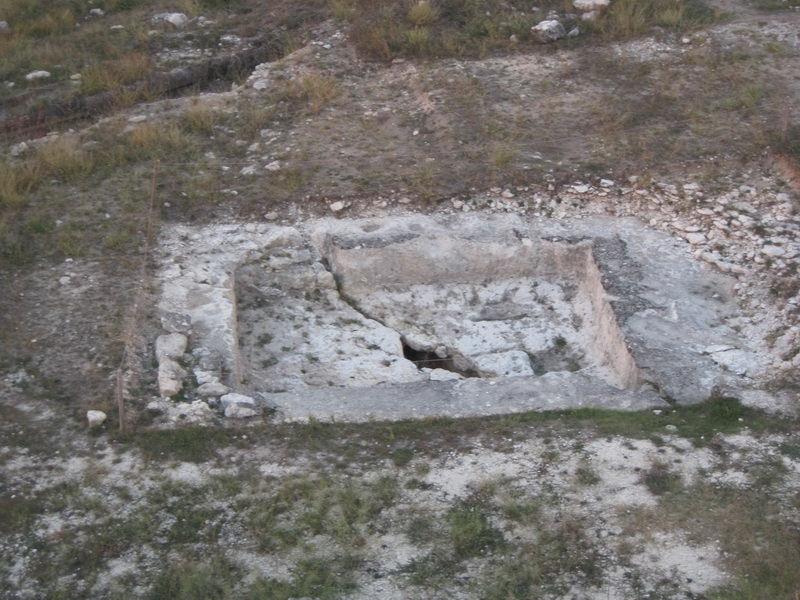
Остатки гробницы царя Аргота в Неаполе Скифском

В 170—150 годах до н. э. Аргот известен как супруг боспорской царицы Камассарии (дочь Спартока V и жена покойного Перисада III, мать Перисада IV Филометора), что по мнению исследователей свидетельствует о союзе крымских скифов с Боспором.
В Неаполе Скифском обнаружена гробница-героон Аргота, построенная на территории города сразу за центральными воротами и прямо перед порталом царского дворца. Её строительство относят к 135—130 годам до н. э.. Согласно итогам раскопок, «…местоположение мавзолея … однозначно свидетельствует о том, что Скилур придавал этому монументу исключительное значение… вероятным выглядит и переход власти в Скифии от Аргота к Скилуру…».

Каменную эту гробницу многославному поставил 
 Арготу Скифии повелитель, богатой конскими пастбищами 
 Доблестным военным мужам заповедавший тосковать [по] близкому сородичу в почтительном страхе перед богами 
 ради эллинов [сыновьей] любви и дружелюбия 
 Многими силами выступая на защиту [отчизны на полчища] 
 фракийцев [и] меотов [Ареса] кару божью ниспростер и разметал 
 сыновей [шесть]десят и дочерей равное число [народил] 
 воспитав [их] равно [то есть подобно] сыну Ид [антемида]— Реконструированный текст эпитафии Арготу.

Λαΐνεον τόδε σημα μεγαυχ[ήτοι]ο έ[στησεν]
[Α]ργοτου у Σκυθίης κοίρανος ίπποβό[του]
[αί]ζηοις δέ λιπόντα ποθην προσ[ηκοντα] άγευς
[εί]νεκεν Ελλάνων στέργε φιλο[φροσύνης]
[π]ολλά δέ κ[αί ί]σχΰσι [προ]καμών [πάτρης έπί πλήθη]
Θραικών Μαιω[τών τ’’" Αρει] όπιν κίδα[σεν]
υίεις δ[έ έξήκο]ντα κόρας ϊσας τε [έφυσεν]
θρέψα[ς δ’ άντί] νυ τοϋ παιδός’ ’Ιδ[ανθιδος]